# Ultimate Play the Game
Ashby Computers and Graphics Limited, também chamada Ultimate Play the Game, foi uma publicadora e desenvolvedora de jogos eletrônicos britânica, criada em 1982 pelos ex-desenvolvedores de jogos de arcade Tim e Chris Stamper. Ultimate lançcou uma série de jogos bem sucedidos para ZX Spectrum, Amstrad CPC, BBC Micro, MSX, e Commodore 64 entre 1983 e 1988. Knight Lore, um de seus títulos, foi chamado pela imprensa de "revolucionário", "um dos jogos mais influentes e bem sucedidos de todos os tempos", e "provavelmente ... um dos maiores avanços na história dos jogos de computador".
Por volta de 1988, a Ultimate já havia se transformado na Rare, e continuou a desenvolver títulos para os consoles da Nintendo. A Rare foi comprada pela Microsoft em 2002 por 377 milhões de dólares, um preço recorde para uma desenvolvedora de jogos, passando a criar títulos exclusivamente para as plataformas da Microsoft.